# Mustafa Necdet Uğur
Necdet Uğur, né en 1923 à Mecitözü et mort le 27 septembre 2004 à Istanbul, est un homme politique turc.
Diplômé de la faculté des sciences politiques de l'Université d'Ankara en 1944. Sous-préfet, directeur de police d'Izmir (1956-1957) et d'Istanbul (1961-1963), maire d'Istanbul (1963). Président de la fédération d'Istanbul du parti républicain du peuple (CHP). Député d'Istanbul (1969-1980), vice-président du groupe CHP dans la Grande Assemblée nationale de Turquie, ministre de l'intérieur (1977) et ministre de l'éducation nationale (1978-1979).